# حصار ألمانيا (1939-1945)

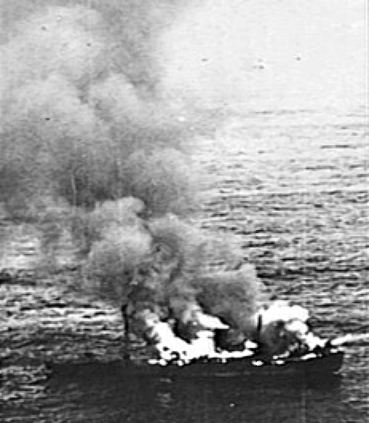
سفينة شحن ألمانية ضحية لحصار الحلفاء، خليج بسكاي، 27 ديسمبر 1943.

الحصار المفروض على ألمانيا (1939-1945) والمعروف أيضا باسم الحرب الاقتصادية، نفذته خلال الحرب العالمية الثانية كل من بريطانيا العظمى وفرنسا والولايات المتحدة في وقت لاحق من أجل تقييد إمدادات ألمانيا النازية بالمواد الخام والمعادن والمواد الغذائية والمنسوجات اللازمة للحفاظ على مجهودها الحربي. تمثلت أساسا في حصار بحري وحرب اقتصادية، والتي شكلت جزءا من معركة أوسع في المحيط الأطلسي شملت أيضا منع شراء مواد حربية من دول محايدة لمنعها من الوصول للعدو، والاستخدام واسع النطاق للقصف الاستراتيجي.
كانت هناك أربع فترات متميزة. الفترة الأولى من بداية الأعمال العدائية الأوروبية في سبتمبر 1939 إلى نهاية "الحرب الزائفة"، والتي خلالها اعترض الحلفاء ودول المحور السفن التجارية المحايدة للاستيلاء على شحناتها الموجهة للعدو. بدأت الفترة الثانية بعد الاحتلال الألماني السريع لغالبية اليابسة الأوروبية والتي سمحت لهم بالسيطرة على المراكز الرئيسية للصناعة والزراعة. كانت الفترة الثالثة من أواخر 1941 بعد بداية الأعمال العدائية بين أمريكا واليابان، وجاءت فترة النهائي بعد أن تحولت الحرب في النهاية ضد ألمانيا وهزائمها العسكرية الثقيلة لغاية ساعة الصفر (أو D-Day)، مما أدى إلى انسحاب تدريجي من الأراضي المحتلة في مواجهة الهجوم العسكري الساحق للحلفاء.

## خلفية تاريخية
في بداية الحرب العالمية الأولى عام 1914، استخدمت المملكة المتحدة أسطولها البحري الضخم لفرض شروطها على حركة الشحن التجاري في العالم، مستفيدة من موقعها الجغرافي المميز. سيطرت بريطانيا على بحر الشمال، والمحيط الأطلسي والبحر الأبيض المتوسط، وبسبب سيطرتها، مع فرنسا، على قناة السويس، تمكنت السفن التابعة لقوات الحلفاء من الوصول إلى المحيط الهندي والخروج منه، في الوقت الذي أجبر فيه أعداؤها على الالتفاف حول القارة الأفريقية. نشرت وزارة الحصار قائمة شاملة بالمواد التي يمنع على السفن التجارية نقلها إلى القوى المركزية (ألمانيا والإمبراطورية النمساوية المجرية والدولة العثمانية)، شملت الطعام ومختلف أنواع الأسلحة والذهب والفضة والكتان والورق والحرير ولب جوز الهند والمعادن، كالحديد الخام، وجلود الحيوانات المستخدمة في صناعة الأحذية والجزم. سيطرت بريطانيا مع فرنسا على 15 نقطة من نقط التزود بالوقود الواقعة على طول طرق الشحن الرئيسية، وتمكنتا بذلك من تهديد كل من رفض الامتثال لشروطهما بإخلاء المنشآت الخاصة بمراقبة خزانات وقود السفن.
خلال الحرب العالمية الأولى، تعرضت السفن المحايدة للإيقاف بغية التفتيش عن بضائع محظورة. أقامت قوة ضخمة، تعرف باسم دورية دوفر، دوريات في أحد أطراف بحر الشمال، بينما انتظرت دورية أخرى، عرفت باسم أسطول الطراد العاشر، في الطرف الآخر من البحر. أغلق البحر الأبيض المتوسط من الطرفين، وتهيأت البوارج المدرعة التابعة للأسطول الكبير في سكاب فلو لمواجهة أي تهديد ألماني. مع نهاية الحرب، زرعت القوات البريطانية حقل ألغام واسع، يعرف باسم حاجز ألغام بحر الشمال، بين جزر فارو وساحل النرويج لزيادة تقييد حركة السفن الألمانية.
رأت بريطانيا بالحصار البحري أسلوبًا شرعيًا للحرب، إذ سبق لها أن طبقت نفس الاستراتيجية في أوائل القرن التاسع عشر ومنعت أسطول نابليون من مغادرة موانئه في محاولة منه لغزو إنجلترا (حاصر نابليون بريطانيا أيضًا). كانت ألمانيا تعتمد بشكل كبير على مجموعة واسعة من الواردات الأجنبية، وعانت بشدة من الحصار. تعرض أسطولها الكبير، المكون من مجموعة كبيرة من السفن الحربية الحديثة، للحصار داخل قواعدها في كل من كيل وفيلهلمسهافن، ومنعت القيادات الألمانية هذه السفن من المخاطرة بمحاولة فك الحصار. نفذت ألمانيا حصارها المضاد الفعال خلال حربها التي استهدفت تجارة الحلفاء، إذ تمكنت غواصاتها من إغراق العديد من السفن التجارية التابعة لقوات الحلفاء. بحلول عام 1917، كادت إستراتيجية الحصار المضاد الألمانية أن تقلب موازين الحرب لصالح قوى المركز. لكن، وبفضل اعتماد بريطانيا لنظام القوافل الأمنية، فشلت القوات المسلحة الألمانية في فك حصار قوات الحلفاء وأعلنت هزيمتها في أواخر عام 1918.

### الاستعداد للحرب العالمية الثانية

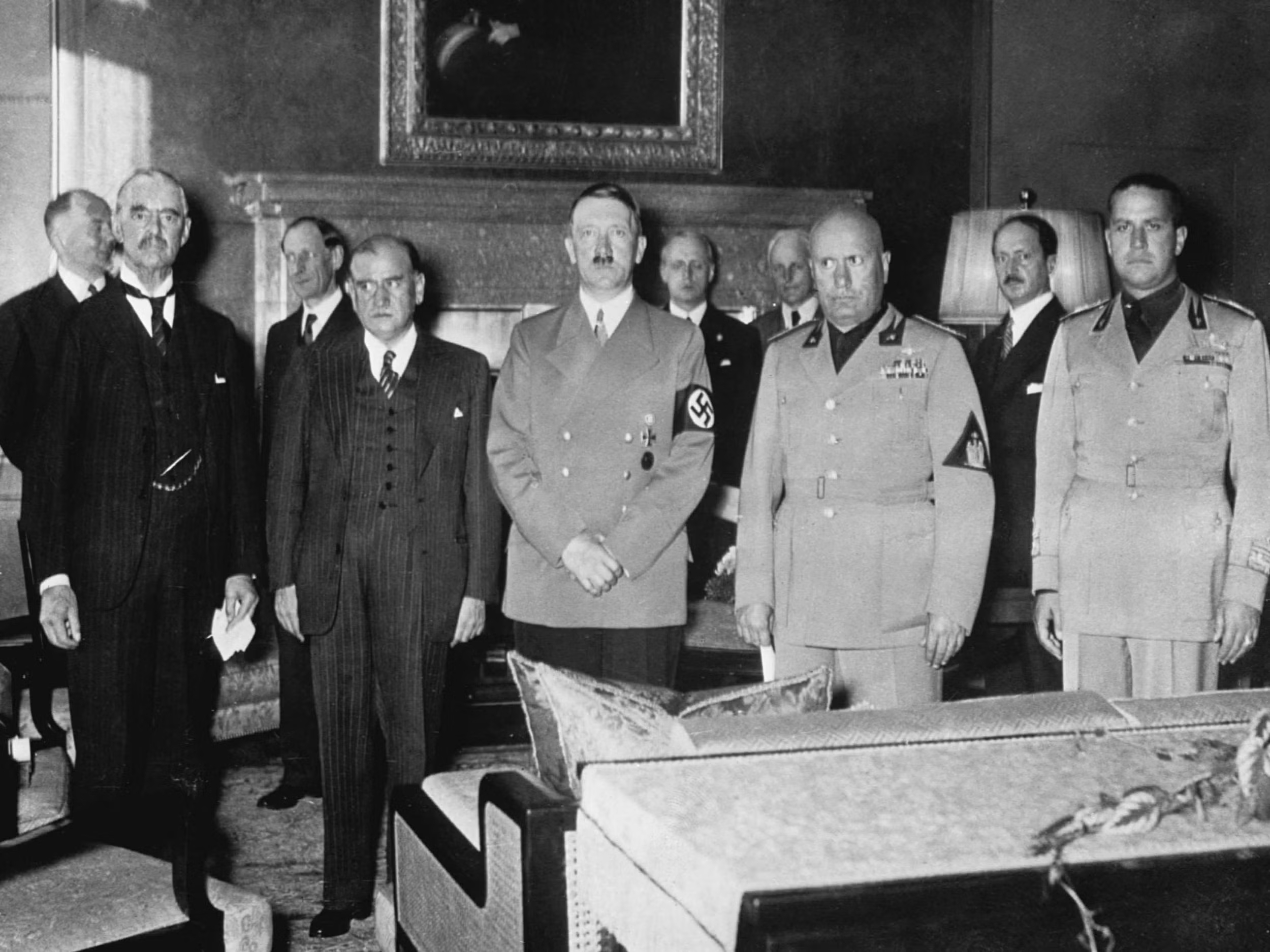
من اليسار إلى اليمين: تشامبرلين، دالادييه، هتلر، موسوليني، تشانو قبيل التوقيع على معاهدة ميونخ التي ضمت من خلالها ألمانيا إقليم السوديت.

أصبح أدولف هتلر في عام 1933 مستشارًا لألمانيا، وتزايدت التوقعات بقرب اشتعال «حرب عظمى» خصوصًا بعد إعادة تسليح راينلاند، وضم النمسا واحتلال تشيكوسلوفاكيا. بدأ السير فريدريك ليث روس، كبير المستشارين الاقتصاديين في الحكومة البريطانية، ابتداءً من أواخر عام 1937، العمل على حث الشخصيات الحكومية على التفكير بوضع خطة جديدة لإعادة تطبيق إستراتيجية الحصار، لتكون القوى البحرية الملكية البريطانية –أقوى قوة بحرية في العالم آنذاك- على استعداد لإيقاف الشحنات المتجهة إلى ألمانيا فور إعلان الحرب. مثل ليث روس المصالح البريطانية في الخارج لعدة سنوات، بعد أن عمل في عدد من البعثات الخارجية ذات الأهمية العالية، في دول كإيطاليا وألمانيا والصين وروسيا، ما وسع من مداركه السياسية العالمية بشكل كبير. تمثلت خطة ليث روس في إعادة إحياء وتنفيذ حصار الحرب العالمية الأولى، مع تبسيطه والاستفادة بشكل أكبر من التكنولوجيا ومن الشبكة الواسعة للتجارة والأعمال الخارجية البريطانية، ومع التواصل مع مواقع تجارية رئيسية في مختلف أنحاء العالم، بما في ذلك نيويورك وريو ديو جانيرو وطوكيو وروما، والاستفادة من مدينة بيوينس آيرس في تجميع المعلومات. تمكنت البحرية الملكية البريطانية، من خلال الاستفادة من المعلومات المقدمة من المصرفيين والتجار وعمال الشحن والتفريغ على الواجهة البحرية ومشغلي السفن الذين يؤدون واجبهم الوطني، من بناء شبكة واسعة من العملاء تمكنوا من جمع كم هائل من المعلومات حول السفن التي تحمل بضائع مهربة حتى قبل وصولها إلى الموانى بوقت طويل.
في البداية، لم يبدِ رئيس الوزراء البريطاني، نيفيل تشامبرلين، ارتياحًا تجاه الفكرة، وكان يأمل تجنب الحرب، ولكن، وبعد استرضائه لهتلر في ميونخ في شهر سبتمبر 1938 (الذي كان يعتبر إجراءً مؤقتا هدفه كسب الوقت فقط) بدأ هو الآخر بإدراك ضرورة الاستعداد السريع للحرب. خلال أشهر السلام الإثني عشر، قامت كل من بريطانيا وفرنسا بتعزيز قواتها المسلحة وإنتاج الأسلحة بشكل كبير. بعد طول انتظار، دخلت الطائرة الحربية البريطانية، سوبرمارين سبتفاير، الخدمة العسكرية، وانضمت السفن البحرية الجديدة، التي بنيت بطلب من برنامج الطوارئ لعام 1936، إلى الأسطول البحري الملكي، ووضعت وزارة الطيران البريطانية اللمسات الأخيرة على السلسلة الرئيسية للإنذار المبكر بالاعتماد على تحديد الاتجاه الراديوي (التي عرفت لاحقًا باسم رادار)، ووضعتها في حالة الاستعداد التشغيلي الكامل.
أقرت ورقة عمل بريطانية فرنسية مشتركة حول السياسة الاستراتيجية المتبعة في البلدين وصدرت في شهر أبريل عام 1939، أنه كان من المرجح أن تمثل الحرب الاقتصادية، في المرحلة الأولى لأي حرب محتملة مع ألمانيا، السلاح الهجومي الفعال الوحيد لدول الحلفاء. حددت الخطط الحربية الخاصة بالبحرية الملكية، التي سلمت إلى الأسطول البحري الملكي في شهر يناير 1939، ثلاثة عناصر أساسية حاسمة لأي حرب مستقبلية قد تشتعل في المياه. تمثل العنصر الأساسي بالدفاع عن التجارة في المياه المحلية وفي المحيط الأطلسي بغية الحفاظ على واردات البضائع التي تحتاجها بريطانيا للنجاة. فيما كان للدفاع عن التجارة في كل من البحر الأبيض المتوسط والمحيط الهندي أهمية ثانوية في الخطة. كان من الممكن للموقع الجغرافي الاستراتيجي لإيطاليا، في حال أعلنت الحرب ضد الحلفاء، أن يجبر سفن الشحن على الالتفاف حول رأس الرجاء الصالح (حول القارة الأفريقية). مع ذلك، تأملت الدول الحلفاء بوضع حد للسيطرة الإيطالية على طرق التجارة في البحر الأبيض المتوسط من خلال نشر أسطول قوي في المنطقة. شعرت قوات الحلفاء في نهاية المطاف بضرورة فرض حصار صارم على كل من إيطاليا وألمانيا.